# Liste des monuments aux morts en Loir-et-Cher
Pour un article plus général, voir Liste des œuvres d'art de Loir-et-Cher.
Cet article vise à recenser les monuments aux morts dans le Loir-et-Cher, en France.

## Liste
Les monuments sont classés par ordre alphabétique de communes, ou anciennes communes. Si une commune possède plusieurs monuments, ils sont classés par ordre chronologique des conflits commémorés.
| Œuvre                                                                      | Auteur                                                    | Commune                            | Localisation                                                               | Notes                                          | Installation | Coordonnées                      | Illustration |
| -------------------------------------------------------------------------- | --------------------------------------------------------- | ---------------------------------- | -------------------------------------------------------------------------- | ---------------------------------------------- | ------------ | -------------------------------- | --- |
| Monument aux morts                                                         | À déterminer                                              | Ambloy                             | Dans le cimetière, à côté de l'église Saint-Martin                         |                                                | À déterminer | à géolocaliser                   | Image manquante |
| Monument aux morts                                                         | À déterminer                                              | Angé                               | Dans le cimetière                                                          |                                                | À déterminer | à géolocaliser                   | Image manquante |
| Monument aux morts                                                         | À déterminer                                              | Areines                            | Dans le cimetière                                                          |                                                | À déterminer | à géolocaliser                   | Image manquante |
| Monument aux morts                                                         | À déterminer                                              | Artins                             | À côté de l'église Saint-Pierre                                            |                                                | À déterminer | à géolocaliser                   | Image manquante |
| Monument aux morts                                                         | À déterminer                                              | Arville                            | Dans l'église Notre-Dame                                                   |                                                | À déterminer | à géolocaliser                   | Image manquante |
| Monument aux morts                                                         | À déterminer                                              | Arville                            | À côté de l'église Notre-Dame                                              |                                                | 1928         | à géolocaliser                   | Image manquante |
| Monument aux morts                                                         | À déterminer                                              | Autainville                        | Intersection de la rue de la Mairie et de la rue des Terrières             |                                                | 1921         | à géolocaliser                   | Image manquante |
| Monument aux morts                                                         | À déterminer                                              | Authon                             | Dans le cimetière                                                          |                                                | À déterminer | à géolocaliser                   | Image manquante |
| Monument aux morts                                                         | À déterminer                                              | Avaray                             | Dans le cimetière                                                          |                                                | À déterminer | à géolocaliser                   | Image manquante |
| Monument aux morts                                                         | À déterminer                                              | Averdon                            | À côté de l'église Saint-Lubin                                             |                                                | À déterminer | à géolocaliser                   | Image manquante |
| Monument aux morts                                                         | À déterminer                                              | Azé                                | Dans le cimetière                                                          |                                                | À déterminer | à géolocaliser                   | Image manquante |
| Monument aux morts                                                         | À déterminer                                              | Baillou                            | À déterminer                                                               |                                                | À déterminer | à géolocaliser                   | Image manquante |
| Monument aux morts                                                         | À déterminer                                              | Bauzy                              | Dans le cimetière                                                          |                                                | À déterminer | à géolocaliser                   | Image manquante |
| Monument aux morts                                                         | À déterminer                                              | Beauchêne                          | Dans le cimetière                                                          |                                                | À déterminer | à géolocaliser                   | Image manquante |
| Monument aux morts                                                         | À déterminer                                              | Billy                              | À côté de l'église Saint-Aignan-et-Saint-Symphorien                        |                                                | 1922         | à géolocaliser                   | Image manquante |
| Monument aux morts                                                         | À déterminer                                              | Binas                              | À déterminer                                                               |                                                | À déterminer | à géolocaliser                   | Monument aux morts |
| Monument aux combattants du Loir-et-Cher (monument aux morts de 1870-1871) | Alfred Jean Halou                                         | Blois                              | Dans le square Pasteur                                                     |                                                | 1909         | à géolocaliser                   | Monument aux combattants du Loir-et-Cher (monument aux morts de 1870-1871)« Monument aux morts de 1870, ou Monument aux combattants du Loir-et-Cher à Blois », sur e-monumen |
| Monument aux élèves du collège Augustin-Thierry morts de 1870-1871         | À déterminer                                              | Blois                              | Devant l'entrée du restaurant de la cité scolaire Robert-Badinter          |                                                | 1874         | à géolocaliser                   | Monument aux élèves du collège Augustin-Thierry morts de 1870-1871 |
| Monument aux morts de 1914-1918                                            | François Sicard                                           | Blois                              | Dans le square du 11 Novembre 1918 et du 8 Mai 1945                        |                                                | 1923         | à géolocaliser                   | Monument aux morts de 1914-1918« Monument aux morts de 1914-1918 à Blois », sur À nos grands hommes                                                                          |
| Monument aux morts de 1914-1918                                            | À déterminer                                              | Blois                              | Dans la cathédrale Saint-Louis                                             | Plaque.                                        | À déterminer | à géolocaliser                   | Image manquante |
| Monument aux morts de 1914-1918                                            | À déterminer                                              | Blois                              | Dans l'église Saint-Vincent-de-Paul                                        |                                                | À déterminer | à géolocaliser                   | Monument aux morts de 1914-1918 |
| Monument aux morts de 1914-1918                                            | À déterminer                                              | Blois                              | Dans l'église Saint-Saturnin                                               |                                                | À déterminer | à géolocaliser                   | Monument aux morts de 1914-1918 |
| Monument aux morts du collège Augustin-Thierry de 1914-1918                | À déterminer                                              | Blois                              | Devant l'entrée du restaurant de la cité scolaire Robert-Badinter          |                                                | À déterminer | à géolocaliser                   | Monument aux morts du collège Augustin-Thierry de 1914-1918 |
| Monument aux morts de 1939-1945                                            | Paul Balme                                                | Blois                              | Dans le square du 11 Novembre 1918 et du 8 Mai 1945                        |                                                | À déterminer | à géolocaliser                   | Monument aux morts de 1939-1945 |
| Monument aux élèves du collège Augustin-Thierry morts de 1939-1945         | À déterminer                                              | Blois                              | Devant l'entrée du restaurant de la cité scolaire Robert-Badinter          |                                                | À déterminer | à géolocaliser                   | Monument aux élèves du collège Augustin-Thierry morts de 1939-1945 |
| Monument aux fonctionnaires du collège Augustin-Thierry morts de 1939-1945 | À déterminer                                              | Blois                              | Devant l'entrée du restaurant de la cité scolaire Robert-Badinter          |                                                | À déterminer | à géolocaliser                   | Monument aux fonctionnaires du collège Augustin-Thierry morts de 1939-1945                                                                                                   |
| Monument aux agents SNCF morts de 1939-1945                                | À déterminer                                              | Blois                              | Sur la façade de la gare donnant sur la quai                               |                                                | À déterminer | à géolocaliser                   | Image manquante |
| Monument aux morts du collège Augustin-Thierry aux guerres coloniales      | À déterminer                                              | Blois                              | Devant l'entrée du restaurant de la cité scolaire Robert-Badinter          |                                                | À déterminer | à géolocaliser                   | Monument aux morts du collège Augustin-Thierry aux guerres coloniales |
| Monument aux morts après 1945                                              | À déterminer                                              | Blois                              | Dans le square du 11 Novembre 1918 et du 8 Mai 1945                        |                                                | À déterminer | à géolocaliser                   | Monument aux morts après 1945 |
| Monument aux morts                                                         | À déterminer                                              | Boisseau                           | Dans le cimetière                                                          |                                                | À déterminer | à géolocaliser                   | Image manquante |
| Monument aux morts                                                         | À déterminer                                              | Bonneveau                          | Dans le cimetière                                                          |                                                | 1923         | à géolocaliser                   | Image manquante |
| Monument aux morts                                                         | À déterminer                                              | Bouffry                            | À côté de l'église de la Nativité de Notre-Dame                            |                                                | 1920         | à géolocaliser                   | Image manquante |
| Monument aux morts                                                         | À déterminer                                              | Bourré                             | Dans le cimetière                                                          |                                                | 1920         | à géolocaliser                   | Image manquante |
| Monument aux morts                                                         | À déterminer                                              | Boursay                            | À déterminer                                                               |                                                | À déterminer | à géolocaliser                   | Image manquante |
| Monument aux morts                                                         | À déterminer                                              | Bracieux                           | Dans l'église Saint-Nicaise                                                |                                                | 1922         | à géolocaliser                   | Monument aux morts |
| Poilu étreignant le drapeau (monument aux morts)                           | Copie d'après Charles-Eugène Breton                       | Bracieux                           | Dans le square des 11 novembre et 8 mai                                    | Érigé à l'entrée du cimetière en 1922.         | 1964         | à géolocaliser                   | Image manquante |
| Monument aux morts                                                         | À déterminer                                              | Brévainville                       | À côté de l'église Saint-Médard                                            |                                                | À déterminer | à géolocaliser                   | Image manquante |
| Monument aux morts                                                         | À déterminer                                              | Briou                              | À déterminer                                                               |                                                | À déterminer | à géolocaliser                   | Image manquante |
| Le Poilu mourant en défendant le Drapeau (monument aux morts)              | À déterminer                                              | Busloup                            | À côté de la mairie                                                        |                                                | 1924         | à géolocaliser                   | Le Poilu mourant en défendant le Drapeau (monument aux morts) |
| Monument aux morts de 1914-1918 de Candé-sur-Beuvron et Valaire            | Copie d'après Charles Desvergnes                          | Candé-sur-Beuvron                  | Dans l'église Saint-Bienheuré                                              |                                                | À déterminer | à géolocaliser                   | Monument aux morts de 1914-1918 de Candé-sur-Beuvron et Valaire |
| Monument aux morts                                                         | À déterminer                                              | Candé-sur-Beuvron                  | Dans le cimetière                                                          |                                                | À déterminer | à géolocaliser                   | Monument aux morts |
| Monument aux morts                                                         | À déterminer                                              | Cellé                              | Dans le cimetière                                                          |                                                | À déterminer | à géolocaliser                   | Image manquante |
| Monument aux morts                                                         | À déterminer                                              | Cellettes                          | À déterminer                                                               |                                                | À déterminer | à géolocaliser                   | Image manquante |
| Monument aux morts                                                         | À déterminer                                              | Chailles                           | À côté de l'église Saint-Martin                                            |                                                | À déterminer | à géolocaliser                   | Image manquante |
| Monument aux morts                                                         | À déterminer                                              | Chambon-sur-Cisse                  | Dans le cimetière                                                          |                                                | À déterminer | à géolocaliser                   | Image manquante |
| Monument aux morts de 1914-1918                                            | À déterminer                                              | Chambord                           | Dans l'église Saint-Louis                                                  |                                                | À déterminer | à géolocaliser                   | Monument aux morts de 1914-1918 |
| Monument aux morts                                                         | À déterminer                                              | Chambord                           | Dans le cimetière                                                          |                                                | À déterminer | à géolocaliser                   | Image manquante |
| Monument aux morts                                                         | À déterminer                                              | Champigny-en-Beauce                | Dans le cimetière                                                          |                                                | À déterminer | à géolocaliser                   | Image manquante |
| Monument aux morts                                                         | À déterminer                                              | Chaon                              | À déterminer                                                               |                                                | À déterminer | à géolocaliser                   | Image manquante |
| Monument aux morts                                                         | À déterminer                                              | Châteauvieux                       | Dans le cimetière                                                          |                                                | À déterminer | à géolocaliser                   | Image manquante |
| Poilu au repos (monument aux morts)                                        | Copie d'après Étienne Camus                               | Châtillon-sur-Cher                 | À déterminer                                                               |                                                | 1923         | à géolocaliser                   | Image manquante |
| Monument aux morts                                                         | À déterminer                                              | Châtres-sur-Cher                   | À déterminer                                                               |                                                | À déterminer | à géolocaliser                   | Image manquante |
| Monument aux morts                                                         | À déterminer                                              | Chaumont-sur-Loire                 | Dans le cimetière                                                          |                                                | 1923         | à géolocaliser                   | Image manquante |
| Monument aux morts                                                         | À déterminer                                              | Chaumont-sur-Tharonne              | Dans le cimetière                                                          |                                                | 1920         | à géolocaliser                   | Image manquante |
| Poilu vainqueur (monument aux morts)                                       | Copie d'après Léon Leyritz                                | Chauvigny-du-Perche                | À côté de la mairie                                                        |                                                | À déterminer | à géolocaliser                   | Image manquante |
| Monument aux morts                                                         | Antoine Boff                                              | Chémery                            | Sur la place de l'Église                                                   |                                                | 1922         | à géolocaliser                   | Monument aux morts |
| Monument aux morts de 1914-1918                                            | À déterminer                                              | Cheverny                           | Dans l'église Saint-Étienne                                                |                                                | À déterminer | à géolocaliser                   | Monument aux morts de 1914-1918 |
| Monument aux morts                                                         | À déterminer                                              | Cheverny                           | Dans le jardin de l'hôtel de ville                                         |                                                | 1923         | à géolocaliser                   | Image manquante |
| Monument aux morts                                                         | Copie d'après Pierre Lorenzi                              | Chissay-en-Touraine                | Au bord de la RD 27, à côté de l'église Saint-Saturnin                     |                                                | 1922         | à géolocaliser                   | Monument aux morts« Monument aux morts de 1914-1918 à Chissay », sur À nos grands hommes                                                                                     |
| Monument aux morts                                                         | À déterminer                                              | Chitenay                           | Dans le cimetière                                                          |                                                | 1920         | à géolocaliser                   | Image manquante |
| Monument aux morts                                                         | À déterminer                                              | Choue                              | Dans le cimetière                                                          |                                                | 1920         | à géolocaliser                   | Image manquante |
| Monument aux morts                                                         | À déterminer                                              | Choussy                            | À côté de la mairie                                                        |                                                | 1925         | à géolocaliser                   | Image manquante |
| Monument aux morts                                                         | Fernand David                                             | Chouzy-sur-Cisse                   | Route de Chouzy-sur-Cisse                                                  |                                                | 1920         | à géolocaliser                   | Image manquante |
| Monument aux morts                                                         | À déterminer                                              | Conan                              | Dans le cimetière                                                          |                                                | À déterminer | à géolocaliser                   | Image manquante |
| Monument aux morts                                                         | À déterminer                                              | Concriers                          | Dans l'église Saint-Firmin                                                 | Plaques.                                       | À déterminer | à géolocaliser                   | Image manquante |
| Monument aux morts                                                         | À déterminer                                              | Concriers                          | Dans le cimetière                                                          |                                                | À déterminer | à géolocaliser                   | Image manquante |
| Aumônier assistant un soldat mourant (monument aux morts)                  | Copie d'après Étienne Camus                               | Contres                            | Dans l'église Saint-Cyr-et-Sainte-Julitte                                  |                                                | À déterminer | à géolocaliser                   | Aumônier assistant un soldat mourant (monument aux morts) |
| Monument aux morts                                                         | À déterminer                                              | Contres                            | Sur la place des Héros, à côté de l'église Saint-Cyr-et-Sainte-Julitte     |                                                | 1920         | à géolocaliser                   | Image manquante |
| Monument aux morts                                                         | À déterminer                                              | Cormenon                           | À déterminer                                                               |                                                | 1925         | à géolocaliser                   | Image manquante |
| Monument aux morts                                                         | À déterminer                                              | Cormeray                           | À côté de l'église Notre-Dame                                              |                                                | À déterminer | à géolocaliser                   | Monument aux morts |
| Monument aux morts                                                         | À déterminer                                              | Couddes                            | Dans l'église Saint-Christophe                                             |                                                | À déterminer | à géolocaliser                   | Monument aux morts |
| Monument aux morts                                                         | À déterminer                                              | Couddes                            | À côté de l'église Saint-Christophe                                        |                                                | 1925         | à géolocaliser                   | Image manquante |
| Monument aux morts                                                         | À déterminer                                              | Couffy                             | À côté de l'église Saint-Martin                                            |                                                | 1925         | à géolocaliser                   | Monument aux morts |
| Monument aux morts                                                         | À déterminer                                              | Coulanges                          | À côté de l'église Saint-Denis                                             |                                                | 1921         | à géolocaliser                   | Image manquante |
| Monument aux morts                                                         | À déterminer                                              | Coulommiers-la-Tour                | Dans le cimetière                                                          |                                                | À déterminer | à géolocaliser                   | Image manquante |
| Monument aux morts de 1914-1918                                            | À déterminer                                              | Cour-Cheverny                      | Dans l'église Saint-Aignan                                                 |                                                | À déterminer | à géolocaliser                   | Monument aux morts de 1914-1918 |
| Gallia (monument aux morts)                                                | Pierre-Luc Feitu (d)                                      | Cour-Cheverny                      | Intersection du boulevard Carnot et de la rue Barberet                     |                                                | 1924         | à géolocaliser                   | Image manquante |
| Monument aux morts                                                         | À déterminer                                              | Cour-sur-Loire                     | Dans le cimetière                                                          |                                                | 1921         | à géolocaliser                   | Image manquante |
| Monument aux morts                                                         | À déterminer                                              | Courbouzon                         | Dans le cimetière                                                          |                                                | À déterminer | à géolocaliser                   | Image manquante |
| Monument aux morts                                                         | Copie d'après Étienne Camus                               | Courmemin                          | Dans l'église Saint-Aignan                                                 |                                                | À déterminer | à géolocaliser                   | Monument aux morts |
| Monument aux morts                                                         | À déterminer                                              | Courmemin                          | Dans le cimetière                                                          |                                                | 1922         | à géolocaliser                   | Image manquante |
| Monument aux morts                                                         | À déterminer                                              | Crouy-sur-Cosson                   | À déterminer                                                               |                                                | À déterminer | à géolocaliser                   | Monument aux morts |
| Monument aux morts                                                         | À déterminer                                              | Crucheray                          | Dans le cimetière                                                          |                                                | À déterminer | à géolocaliser                   | Image manquante |
| Monument aux morts                                                         | À déterminer                                              | Danzé                              | À côté de l'église Saint-Martin                                            |                                                | À déterminer | à géolocaliser                   | Image manquante |
| Monument aux morts de 1870-1871                                            | À déterminer                                              | Dhuizon                            | Dans le cimetière                                                          |                                                | À déterminer | à géolocaliser                   | Image manquante |
| Monument aux morts de 1914-1918                                            | À déterminer                                              | Dhuizon                            | Dans l'église Saint-Pierre                                                 | Plaque.                                        | À déterminer | à géolocaliser                   | Image manquante |
| Poilu au repos (monument aux morts)                                        | Copie d'après Étienne Camus                               | Dhuizon                            | Au bord de la RD 22                                                        |                                                | 1922         | à géolocaliser                   | Image manquante |
| Monument aux morts                                                         | À déterminer                                              | Droué                              | Sur la place du Souvenir Français                                          |                                                | À déterminer | à géolocaliser                   | Monument aux morts |
| Monument aux morts                                                         | À déterminer                                              | Épiais                             | Dans le cimetière                                                          |                                                | À déterminer | à géolocaliser                   | Image manquante |
| Monument aux morts                                                         | À déterminer                                              | Épuisay                            | Rue des Bleuets                                                            |                                                | À déterminer | à géolocaliser                   | Image manquante |
| Monument aux morts                                                         | À déterminer                                              | Faverolles-sur-Cher                | Dans le cimetière                                                          |                                                | À déterminer | à géolocaliser                   | Image manquante |
| Monument aux morts                                                         | À déterminer                                              | Faye                               | À côté de l'église Saint-Brice                                             |                                                | À déterminer | à géolocaliser                   | Image manquante |
| Monument aux morts                                                         | À déterminer                                              | Feings                             | À déterminer                                                               |                                                | À déterminer | à géolocaliser                   | Image manquante |
| Monument aux morts                                                         | À déterminer                                              | Fontaine-les-Coteaux               | Dans le cimetière                                                          |                                                | À déterminer | à géolocaliser                   | Image manquante |
| Monument aux morts                                                         | À déterminer                                              | Fontaine-Raoul                     | À côté de l'église Saint-Marc                                              |                                                | À déterminer | à géolocaliser                   | Image manquante |
| Monument aux morts de 1914-1918                                            | À déterminer                                              | Fontaines-en-Sologne               | Dans l'église Notre-Dame                                                   | Plaque.                                        | À déterminer | à géolocaliser                   | Image manquante |
| Monument aux morts                                                         | À déterminer                                              | Fontaines-en-Sologne               | Dans le cimetière                                                          |                                                | À déterminer | à géolocaliser                   | Image manquante |
| Monument aux morts                                                         | À déterminer                                              | Fortan                             | Dans le cimetière                                                          |                                                | À déterminer | à géolocaliser                   | Image manquante |
| Monument aux morts                                                         | À déterminer                                              | Fossé                              | Dans le cimetière                                                          |                                                | 1923         | à géolocaliser                   | Image manquante |
| Monument aux morts                                                         | À déterminer                                              | Fougères-sur-Bièvre                | Rue de l'Église, devant la mairie                                          |                                                | 1921         | à géolocaliser                   | Monument aux morts |
| Monument aux morts                                                         | À déterminer                                              | Fougères-sur-Bièvre                | Dans l'église Saint-Éloi                                                   | Plaques.                                       | À déterminer | à géolocaliser                   | Image manquante |
| Monument aux morts                                                         | À déterminer                                              | Françay                            | Dans le cimetière                                                          |                                                | À déterminer | à géolocaliser                   | Image manquante |
| Monument aux morts                                                         | À déterminer                                              | Fresnes                            | Sur la place de la Liberté                                                 |                                                | 1921         | à géolocaliser                   | Image manquante |
| Monument aux morts                                                         | Gustave Angibault (marbrier)                              | Fresnes                            | Dans l'église Saint-Hilaire                                                | Plaque.                                        | À déterminer | à géolocaliser                   | Image manquante |
| Monument aux morts                                                         | Fernand Hamar                                             | Fréteval                           | Dans le cimetière                                                          |                                                | 1920         | à géolocaliser                   | Image manquante |
| Monument aux morts                                                         | À déterminer                                              | Gombergean                         | À déterminer                                                               |                                                | À déterminer | à géolocaliser                   | Image manquante |
| Monument aux morts                                                         | À déterminer                                              | Gy-en-Sologne                      | À déterminer                                                               |                                                | À déterminer | à géolocaliser                   | Image manquante |
| Monument aux morts                                                         | À déterminer                                              | Herbault                           | À côté de l'église Saint-Martin                                            |                                                | À déterminer | à géolocaliser                   | Monument aux morts |
| Monument aux morts                                                         | À déterminer                                              | Houssay                            | Dans le cimetière                                                          |                                                | À déterminer | à géolocaliser                   | Image manquante |
| Monument aux morts                                                         | À déterminer                                              | Huisseau-en-Beauce                 | Dans le cimetière                                                          |                                                | À déterminer | à géolocaliser                   | Image manquante |
| Monument aux morts                                                         | À déterminer                                              | Huisseau-sur-Cosson                | Dans le cimetière                                                          |                                                | À déterminer | à géolocaliser                   | Monument aux morts |
| Monument aux morts de 1914-1918                                            | À déterminer                                              | Josnes                             | Dans l'église Saint-Médard                                                 | Plaque.                                        | À déterminer | à géolocaliser                   | Image manquante |
| Monument aux morts                                                         | À déterminer                                              | Josnes                             | Dans le cimetière                                                          |                                                | À déterminer | à géolocaliser                   | Image manquante |
| Monument aux morts                                                         | À déterminer                                              | La Chapelle-Montmartin             | À côté de l'église Saint-Apollinaire                                       |                                                | À déterminer | à géolocaliser                   | Image manquante |
| Monument aux morts                                                         | À déterminer                                              | La Chapelle-Saint-Martin-en-Plaine | Dans le cimetière                                                          |                                                | 1921         | à géolocaliser                   | Monument aux morts |
| Monument aux morts                                                         | À déterminer                                              | La Chapelle-Vendômoise             | Dans le cimetière                                                          |                                                | À déterminer | à géolocaliser                   | Image manquante |
| Monument aux morts                                                         | À déterminer                                              | La Chapelle-Vicomtesse             | Dans le cimetière                                                          |                                                | 1921         | à géolocaliser                   | Image manquante |
| Monument aux morts                                                         | À déterminer                                              | La Chaussée-Saint-Victor           | Sur la place du 11 Novembre 1918                                           |                                                | 1921         | à géolocaliser                   | Image manquante |
| Monument aux morts                                                         | À déterminer                                              | La Colombe                         | À côté de l'église Saint-Martin                                            |                                                | À déterminer | à géolocaliser                   | Image manquante |
| Monument aux morts                                                         | À déterminer                                              | La Ferté-Saint-Cyr                 | À l'entrée du cimetière                                                    |                                                | À déterminer | à géolocaliser                   | Monument aux morts |
| Monument aux morts                                                         | À déterminer                                              | La Fontenelle                      | Dans le cimetière                                                          |                                                | À déterminer | à géolocaliser                   | Image manquante |
| Monument aux morts                                                         | À déterminer                                              | La Madeleine-Villefrouin           | Dans l'église de la Madeleine                                              |                                                | À déterminer | à géolocaliser                   | Monument aux morts |
| Monument aux morts                                                         | À déterminer                                              | La Marolle-en-Sologne              | Dans le cimetière                                                          |                                                | À déterminer | à géolocaliser                   | Image manquante |
| Monument aux morts                                                         | Camille Boignard (peintures) et Pietro Favret (mosaïques) | Lamotte-Beuvron                    | Sur la place du Général-Leclerc                                            |                                                | 1923         | à géolocaliser                   | Monument aux morts« Monument aux morts de 1914-1918 à Lamotte-Beuvron », sur À nos grands hommes                                                                             |
| Monument aux morts                                                         | À déterminer                                              | Lancé                              | À déterminer                                                               |                                                | À déterminer | à géolocaliser                   | Image manquante |
| Monument aux morts                                                         | À déterminer                                              | Lancôme                            | À déterminer                                                               |                                                | 1925         | à géolocaliser                   | Image manquante |
| Monument aux morts                                                         | Marmion (marbrier)                                        | Landes-le-Gaulois                  | Intersection de la rue des Écoles et la rue Barrault, en face de la mairie |                                                | 1923         | à géolocaliser                   | Image manquante |
| Monument aux morts                                                         | À déterminer                                              | Langon-sur-Cher                    | À déterminer                                                               |                                                | À déterminer | à géolocaliser                   | Image manquante |
| Monument aux morts                                                         | À déterminer                                              | Lassay-sur-Croisne                 | Dans le cimetière                                                          |                                                | À déterminer | à géolocaliser                   | Image manquante |
| Monument aux morts                                                         | À déterminer                                              | Lavardin                           | Dans l'église Saint-Genest                                                 |                                                | À déterminer | à géolocaliser                   | Image manquante |
| Monument aux morts                                                         | À déterminer                                              | Le Plessis-Dorin                   | Dans l'église Saint-Jean-Baptiste                                          |                                                | À déterminer | à géolocaliser                   | Monument aux morts |
| Monument aux morts                                                         | À déterminer                                              | Le Plessis-Dorin                   | À déterminer                                                               |                                                | À déterminer | à géolocaliser                   | Monument aux morts |
| Monument aux morts                                                         | À déterminer                                              | Les Essarts                        | Sur la place des Anciens combattants d'Afrique du Nord                     |                                                | À déterminer | à géolocaliser                   | Image manquante |
| Monument aux morts                                                         | À déterminer                                              | Les Hayes                          | Dans le cimetière                                                          |                                                | À déterminer | à géolocaliser                   | Image manquante |
| Monument aux morts                                                         | À déterminer                                              | Lignières                          | À déterminer                                                               |                                                | À déterminer | à géolocaliser                   | Image manquante |
| Monument aux morts                                                         | À déterminer                                              | Lisle                              | À déterminer                                                               |                                                | À déterminer | à géolocaliser                   | Image manquante |
| Monument aux morts                                                         | À déterminer                                              | Loreux                             | À côté de l'église                                                         |                                                | À déterminer | à géolocaliser                   | Monument aux morts |
| Monument aux morts                                                         | À déterminer                                              | Lorges                             | Dans le cimetière                                                          |                                                | À déterminer | à géolocaliser                   | Image manquante |
| Monument aux morts                                                         | À déterminer                                              | Marchenoir                         | Dans l'église Notre-Dame                                                   |                                                | À déterminer | à géolocaliser                   | Image manquante |
| Poilu mourant (monument aux morts)                                         | Copie d'après Jules Déchin                                | Marchenoir                         | Route de Saint-Léonard-en-Beauce (RD 917)                                  |                                                | 1922         | à géolocaliser                   | Image manquante |
| Monument aux morts                                                         | À déterminer                                              | Marcilly-en-Beauce                 | À côté de l'église Saint-Pierre                                            |                                                | À déterminer | à géolocaliser                   | Monument aux morts |
| Monument aux morts                                                         | À déterminer                                              | Marcilly-en-Gault                  | Dans le cimetière                                                          |                                                | À déterminer | à géolocaliser                   | Image manquante |
| Monument aux morts                                                         | À déterminer                                              | Mareuil-sur-Cher                   | Devant la mairie                                                           |                                                | À déterminer | à géolocaliser                   | Image manquante |
| Monument aux morts                                                         | À déterminer                                              | Marolles                           | À déterminer                                                               |                                                | À déterminer | à géolocaliser                   | Image manquante |
| Monument aux morts                                                         | À déterminer                                              | Maslives                           | À déterminer                                                               |                                                | À déterminer | à géolocaliser                   | Image manquante |
| Monument aux morts                                                         | À déterminer                                              | Maves                              | Dans le cimetière                                                          |                                                | À déterminer | à géolocaliser                   | Image manquante |
| Monument aux morts de 1914-1918                                            | À déterminer                                              | Mazangé                            | Dans l'église Saint-Lubin                                                  | Plaque.                                        | À déterminer | à géolocaliser                   | Image manquante |
| Monument aux morts                                                         | À déterminer                                              | Meusnes                            | Devant la mairie                                                           |                                                | À déterminer | à géolocaliser                   | Image manquante |
| Monument aux morts                                                         | À déterminer                                              | Millançay                          | À déterminer                                                               |                                                | À déterminer | à géolocaliser                   | Monument aux morts |
| Monument aux morts                                                         | À déterminer                                              | Nouan-sur-Loire                    | À déterminer                                                               |                                                | À déterminer | à géolocaliser                   | Monument aux morts |
| Monument aux morts                                                         | À déterminer                                              | Onzain                             | À déterminer                                                               |                                                | À déterminer | à géolocaliser                   | Monument aux morts |
| Monument aux morts                                                         | À déterminer                                              | Oucques                            | À déterminer                                                               |                                                | À déterminer | à géolocaliser                   | Image manquante |
| Monument aux morts                                                         | À déterminer                                              | Ouzouer-le-Doyen                   | Dans l'église Sainte-Anne                                                  |                                                | À déterminer | à géolocaliser                   | Monument aux morts |
| Monument aux morts                                                         | À déterminer                                              | Ouzouer-le-Doyen                   | Dans le cimetière                                                          |                                                | À déterminer | à géolocaliser                   | Monument aux morts |
| Monument à l'équipage du Lancaster J B 292 abattu le 8 mai 1944            | À déterminer                                              | Ouzouer-le-Doyen                   | Dans le cimetière                                                          |                                                | À déterminer | à géolocaliser                   | Monument à l'équipage du Lancaster J B 292 abattu le 8 mai 1944 |
| Monument aux morts                                                         | Copie d'après Charles-Eugène Breton                       | Ouzouer-le-Marché                  | À côté de l'église Saint-Martin                                            |                                                | 1922         | à géolocaliser                   | Image manquante |
| Monument aux morts                                                         | À déterminer                                              | Pontlevoy                          | À déterminer                                                               |                                                | À déterminer | à géolocaliser                   | Image manquante |
| Monument aux morts                                                         | À déterminer                                              | Rilly-sur-Loire                    | Dans le cimetière                                                          |                                                | À déterminer | à géolocaliser                   | Monument aux morts |
| Monument aux morts de 1914-1918                                            | À déterminer                                              | Romorantin-Lanthenay               | Dans l'église Notre-Dame                                                   |                                                | À déterminer | à géolocaliser                   | Monument aux morts de 1914-1918 |
| Monument aux morts de 1914-1918                                            | René Bristol                                              | Romorantin-Lanthenay               | 7 quai de l'Île-Marin                                                      |                                                | 1923         | à géolocaliser                   | Monument aux morts de 1914-1918« Monument aux morts de 1914-1918 à Romorantin-Lanthenay », sur À nos grands hommes                                                           |
| Monument aux morts de 1939-1945                                            | À déterminer                                              | Romorantin-Lanthenay               | 7 quai de l'Île-Marin                                                      |                                                | À déterminer | à géolocaliser                   | Monument aux morts de 1939-1945 |
| Monument aux morts                                                         | À déterminer                                              | Saint-Gourgon                      | À déterminer                                                               |                                                | À déterminer | à géolocaliser                   | Monument aux morts |
| Monument aux morts                                                         | À déterminer                                              | Saint-Lubin-en-Vergonnois          | À déterminer                                                               |                                                | À déterminer | à géolocaliser                   | Monument aux morts |
| Monument aux morts                                                         | À déterminer                                              | Saint-Rimay                        | À côté de l'église Saint-Rimay                                             |                                                | À déterminer | à géolocaliser                   | Monument aux morts |
| Le Poilu victorieux (monument aux morts)                                   | Copie d'après Eugène Bénet                                | Salbris                            | Rue du 8 mai 1945                                                          | Érigé[Quand ?] sur la place du Champ de Foire. | À déterminer | à géolocaliser                   | Le Poilu victorieux (monument aux morts)« Monument aux morts de 1914-1918 à Salbris », sur À nos grands hommes                                                               |
| Le Poilu mourant en défendant le Drapeau (monument aux morts)              | À déterminer                                              | Sambin                             | À déterminer                                                               |                                                | À déterminer | à géolocaliser                   | Image manquante |
| Monument aux morts                                                         | Haïk Herant-Benderian                                     | Savigny-sur-Braye                  | Sur la place du Maréchal-Juin                                              |                                                | 1923         | à géolocaliser                   | Image manquante |
| Monument aux morts                                                         | À déterminer                                              | Seillac                            | À côté de l'église Saint-Jacques                                           |                                                | À déterminer | à géolocaliser                   | Image manquante |
| Monument aux morts                                                         | À déterminer                                              | Selles-Saint-Denis                 | À déterminer                                                               |                                                | À déterminer | 47° 23′ 02″ nord, 1° 55′ 20″ est | Monument aux morts de Selles-Saint-Denis |
| Monument aux morts                                                         | À déterminer                                              | Selles-sur-Cher                    | Devant la mairie                                                           |                                                | À déterminer | à géolocaliser                   | Monument aux morts |
| Poilu au repos (monument aux morts)                                        | Copie d'après Étienne Camus                               | Selommes                           | Sur la place de la mairie, en face de l'église                             |                                                | 1922         | à géolocaliser                   | Image manquante |
| Monument aux morts                                                         | À déterminer                                              | Seur                               | Dans le cimetière                                                          |                                                | À déterminer | à géolocaliser                   | Monument aux morts |
| Poilu offensif (monument aux morts)                                        | Copie d'après Eugène Durassier                            | Souesmes                           | À côté de l'église Saint-Julien                                            |                                                | 1929         | à géolocaliser                   | Poilu offensif (monument aux morts)« Monument aux morts de 1914-1918 à Souesmes », sur À nos grands hommes                                                                   |
| Monument aux morts                                                         | À déterminer                                              | Valaire                            | À déterminer                                                               |                                                | À déterminer | à géolocaliser                   | Monument aux morts |
| Monument aux morts                                                         | Fernand Hamar                                             | Vendôme                            | Dans le cimetière                                                          |                                                | À déterminer | à géolocaliser                   | Image manquante |
| Monument aux morts                                                         | À déterminer                                              | Vievy-le-Rayé                      | À déterminer                                                               |                                                | À déterminer | à géolocaliser                   | Monument aux morts |
| Monument aux morts                                                         | À déterminer                                              | Villefrancœur                      | Dans le cimetière                                                          |                                                | À déterminer | à géolocaliser                   | Image manquante |
| Monument aux morts                                                         | À déterminer                                              | Villeherviers                      | Devant le cimetière, à côté de l'église Saint-Euverte                      |                                                | À déterminer | à géolocaliser                   | Monument aux morts |
| Monument aux morts                                                         | À déterminer                                              | Villemardy                         | Dans le cimetière                                                          |                                                | 1923         | à géolocaliser                   | Image manquante |
| Monument aux morts                                                         | À déterminer                                              | Villeneuve-Frouville               | Dans le cimetière                                                          |                                                | À déterminer | à géolocaliser                   | Image manquante |
| Monument aux morts                                                         | À déterminer                                              | Villeny                            | Dans le cimetière                                                          |                                                | 1920         | à géolocaliser                   | Image manquante |
| Monument aux morts                                                         | À déterminer                                              | Villeporcher                       | À côté de l'église Saint-Pierre                                            |                                                | À déterminer | à géolocaliser                   | Image manquante |
| Monument aux morts                                                         | À déterminer                                              | Villerable                         | Dans le cimetière                                                          |                                                | À déterminer | à géolocaliser                   | Image manquante |
| Monument aux morts                                                         | À déterminer                                              | Villerbon                          | Route de Mulsans, à côté du cimetière                                      |                                                | À déterminer | à géolocaliser                   | Image manquante |
| Monument aux morts                                                         | À déterminer                                              | Villermain                         | À déterminer                                                               |                                                | À déterminer | à géolocaliser                   | Image manquante |
| Monument aux morts                                                         | À déterminer                                              | Villeromain                        | Dans le cimetière, à côté de l'église Saint-Étienne                        |                                                | À déterminer | à géolocaliser                   | Image manquante |
| Monument aux morts                                                         | À déterminer                                              | Villetrun                          | Dans le cimetière                                                          |                                                | 1926         | à géolocaliser                   | Image manquante |
| Le Poilu mourant en défendant le Drapeau (monument aux morts)              | À déterminer                                              | Villexanton                        | À déterminer                                                               |                                                | 1923         | à géolocaliser                   | Image manquante |
| Monument aux morts                                                         | À déterminer                                              | Villiersfaux                       | Dans le cimetière                                                          |                                                | À déterminer | à géolocaliser                   | Image manquante |
| Monument aux morts                                                         | À déterminer                                              | Villiers-sur-Loir                  | Dans le cimetière                                                          |                                                | À déterminer | à géolocaliser                   | Image manquante |
| Monument aux morts                                                         | À déterminer                                              | Vineuil                            | À déterminer                                                               |                                                | À déterminer | à géolocaliser                   | Image manquante |
| Monument aux morts                                                         | À déterminer                                              | Vouzon                             | Dans le cimetière                                                          |                                                | À déterminer | à géolocaliser                   | Monument aux morts |
| Monument aux morts                                                         | À déterminer                                              | Vouzon                             | Dans le cimetière                                                          |                                                | À déterminer | à géolocaliser                   | Image manquante |
| Monument aux morts                                                         | À déterminer                                              | Yvoy-le-Marron                     | Dans le cimetière                                                          |                                                | À déterminer | à géolocaliser                   | Image manquante |